# Бабблгам-поп
Бабблгам-поп (англ. bubblegum pop) — разновидность поп-рока, для которой характерны запоминающаяся (нередко «сладкая») мелодия, простая ясная аранжировка, построенная на повторяющихся элементах, и простой текст, как правило, по-юношески романтического, шутливого характера. «Бабблгам», продукция которого рассчитана на детский и юношеский рынок, смыкается с понятием «мануфактурной» поп-музыки.

## Особенности
Использование искусственно придуманных, или не имеющих смысла, слов, или же наоборот — двусмысленных — было весьма характерно для бабблгама.

## История
Принято считать, что корни бабблгама уходят в ритм-энд-блюз и ду-воп. К прото-бабблгаму относят два хита 1951 года: «Aba Daba Honeymoon» и «The Hut Sut Song». Близка к бабблгаму (в смысле текста) была и часть раннего рок-н-ролла (особенно «Tutti Frutti», где Литтл Ричард заменил «вульгарную» часть текста полнейшей бессмыслицей). К классике бабблгама начала 1960-х годов относятся «The Loco-Motion» (Литтл Ива, 1962), а также гаражно-ритм-энд-блюзовые полупародии: «Louie Louie» (The Kingsmen, 1963), «Hanky Panky» (Tommy James and the Shondells, 1964) и «Wooly Bully» (Sam the Sham and the Pharaohs, 1965). Все они, впрочем, имели более или менее естественное происхождение.
Первыми сознательными производителями бабблгама как коммерчески-конвейерного продукта стали Джерри Казенец (Jerry Kasenetz) и Джефф Кац (Jeff Katz), образовавшие компанию Super K Productions (которая позже вступила в прочный коммерческий союз с Buddah Records). Именно этот дуэт произвёл на свет «Little Bit o' Soul» (Music Explosion) «Beg, Borrow and Steal» и «Yummy Yummy Yummy» (The Ohio Express — группы реальной, но в студии некомпетентной: все их синглы записывались сессионными музыкантами).
«Духовными» ученикам K&K были издатель Дон Киршнер и (соавтор «Hanky Panky») Джефф Барри. Киршнер в 1966 году создал The Monkees, а Барри внёc значительный вклад в репертуар этой первой в истории «мануфактурной» группы. Те же Киршнер и Барри придумали мульт-ансамбль The Archies, чей суперхит «Sugar Sugar» стал бестселлером 1969 года. Затем возникли ещё несколько мультипликационных групп: в США — The Pussycats, The Hardy Boys, Groovie Goolies, The Sugar Bears; в Великобритании — The Wombles.
В начале 1970-х годов бабблгам-поп стал разнообразнее: в нём появилась рудиментарная чувственность (Дэвид Кэссиди, The Partridge Family), подростковый шарм (The Jackson 5, The Osmonds) и очаровательная наивность (Middle of the Road, The New Seekers). 
Образцы «качественного» бабблгама создавали в 1971—1973 годах Mungo Jerry («Alright Alright Alright», «Wild Love»), а также звёзды глэм-рока: Гари Глиттер, Алвин Стардаст, T. Rex, Sweet, Mud, Сьюзи Кватро.
С появлением ABBA, которые превратили бабблгам в форму высокого искусства, жанр, казалось, был обречён на гибель, но обрёл неожиданное рождение в творчестве панк-пионеров Ramones: Джой Рамоун музыку своей группы характеризовал как «nouveau bubblegum with teeth» («нео-бабблгам, который кусается»).
Возможно, последними «истинными» представителями этого направления были шотландцы The Bay City Rollers.
В 1980-х и 1990-х годах бабблгам-поп стал мутировать, приобрёл студийный лоск и постепенно врос во все направления поп-, танцевальной и рок-музыки.